# 中山ラビ
中山 ラビ（なかやま ラビ、1948年11月5日 - 2021年7月4日）は、日本の女性シンガーソングライター。東京都出身。詩人の中山容が訳詞したボブ・ディランの曲を歌ってライブデビューし、大きな影響を受けたため「女ボブ・ディラン」と呼ばれた。芸名の「中山」姓も中山容にちなんだもの。年齢や本名は生前非公表だったが、訃報に伴い公開された。

## 経歴
1972年12月10日にメジャーデビューした後、1987年以降いったん音楽活動を停止していたが、1990年代後半より活動を再開し、東京都国分寺市の国分寺駅南口にある喫茶店「ほんやら洞」のオーナーを務めながら、ライブハウスなどでライブ活動を継続していた。

### ライブデビューまで
1966年6月のビートルズ来日公演に行く。高校の英語の授業でボブ・ディランの歌を知る。1968年にデビューした岡林信康の歌を聞いて衝撃を受ける。また、高田渡、遠藤賢司、南正人らフォークソング集団「アゴラ」の一員であったボロ・ディラン（真崎義博）に出会う。
1969年に大学1年の時、第4回関西フォークキャンプ（8月15日〜17日）に自費で参加。ギターのコードを3つ覚えた程度で、京都の円山公園野外音楽堂での打ち上げコンサートで「俺じゃだめ」（作詞・作曲：ボブ・ディラン、訳詞：中山容）ほかを歌ってライブデビュー。1970年の夏、大学2年の時に家出同然で京都に引っ越す。同年からアルバイトをしながら、関西を中心にライブ活動を開始した。
影響を受けた楽曲として、ボブ・ディラン「風に吹かれて」のほか、キース・ジャレット「マイ・バック・ペイジズ」、アニマルズ「朝日のあたる家」、西田佐知子「コーヒー・ルンバ」などを挙げている。

### メジャーデビューから活動停止まで
1972年12月にポリドールより、ファーストアルバム『私ってこんな』でメジャーデビュー。はっぴいえんどの細野晴臣、乱魔堂の洪栄龍らがバックバンドとしてサポートした。
1976年1月から翌年春にかけて、ニッポン放送の日曜日深夜番組『真夜中のスケッチ』でパーソナリティーを務め注目される。同年3月、シングル「時よおやすみ」が向田邦子らの脚本によるTBSドラマ「結婚前夜シリーズ」(全12回) の主題歌となる。続いて同年11月、桃井かおり主演のNHKドラマ「小夜子の駅」のために「かえりたくって」を書き下ろし、一度は中山の歌を耳にしたことがある人が急増する。またこの時期も地道に各地のライブハウスで活動する。
1981年9月29日〜30日、渋谷ジァン・ジァンでのひとり芝居のために作曲した挿入歌を歌う。これを機に、演劇や舞踊など他分野とのコラボレーションに取り組むようになる。加藤和彦のプロデュースの下に、アルバム制作はもちろん、斬新なステージやイベントに取り組む。斉藤由貴主演、相米慎二監督の映画『雪の断章 情熱』（1985年、東宝）に「ノスタルジィ」が使われ、新しい世代への浸透が期待された。
しかし、1987年を最後にアルバム制作とライブ活動を停止。1988年以降は一旦完全に音楽活動を停止する。

### 音楽活動再開
1997年3月7日、音楽活動の原点となった中山容が亡くなり、同年3月30日、高田渡とともに「偲ぶ会」を開き、約10年ぶりに歌う。これを契機として音楽活動を再開し、中山容の命日にあたる1999年3月7日、中山ラビBANDとして展覧会の日替りライブに出演した。
1973年7月から南ベトナムの孤児救援などを目的として、豊田勇造、東野ひとし、古川豪、三浦久とともにコンサートを開催。翌年から「七夕コンサート」となり、1986年の第14回まで出演。ライブ活動を再開した1997年の25周年コンサートにも出演した。
1999年7月10日、フォークキャンプ参加者による「夏の同窓会　京都フォークキャンプコンサート」（京都・円山公園音楽堂）に出演。出演は、豊田勇造、バラーズ、藤村直樹、中川イサト、フォークキャンパーズ、中川五郎、遠藤賢司、高田渡、高石ともやとザ・ナターシャー・セブン。
2006年7月、ベストCD『ゴールデン☆ベスト　中山ラビ』がリリースされ、新たに結成したバンド「ラビ組」を編成してレコーディングしたアルバム『ラビ組』のインターネット配信によるダウンロードを同時に開始した。同年9月、針生一郎、重信メイ、大野一雄、鶴見俊輔、金芝河らが出演する長編ドキュメンタリー映画『９.１１-８.１５　日本心中』の挿入歌を担当。記念イベントでも歌った。
2009年、ライブDVD「ラビ組ライブ2008」をリリース（2008年、吉祥寺スターパインズカフェでのライブを収録）。

また、音楽活動と並行してオーナーを務める喫茶店「ほんやら洞」では、中山自身が毎晩店に立ち、調理や接客も行っている。2013年6月30日、テレビ東京系「モヤモヤさまぁ〜ず2」国分寺・国立編の番組ラストで「ほんやら洞」を訪問。中山本人が出演し「昼間は喫茶店、夜はバーです」と紹介している。「ほんやら洞」は2005年9月6日放送のBS-TBS「吉田類の酒場放浪記」でも紹介され、中山の調理や接客の様子が放映された。なお、漫画家のいしかわじゅんは常連客のひとりで、店長の中山と親しくなった。いしかわの作品『蘭丸ロック』の主人公の行きつけの店の店主は中山がモデルである。

### 晩年
2020年3月に食道がんと肺がんの診断を受け療養。しかし療養中の2021年5月に真菌症を発症。その影響によりがん治療がままならなくなり、同年7月4日午後6時46分、がん及び衰弱により東京都内の自宅で死去。72歳没。訃報は翌5日に公式Facebookによって公表された。
2021年10月13日、追悼企画としてポリドール～キティ時代のアルバム10タイトルと、1980年の30cmミニアルバムにアルバム未収録のシングルカップリング曲「心中」「未練」を加えた『ラビ﹢3』（初CD化）が最新リマスターでユニバーサルミュージックからリリースされた。なおオリジナル・レコード盤の帯やインナー（歌詞カード）は再現されず、ジャケット及び裏ジャケット以外に掲載されていた写真やイラストは全て割愛されている。文字要素（歌詞、クレジット等）は新たにデザインされ、11作品統一のデザインになっている。

## ディスコグラフィー

### オリジナルアルバム
- 私ってこんな　1972年12月10日 ポリドール (LP) 
作詞・作曲：中山ラビ
  - A1. きっとそうなるわ
  - A2. どうしよう
  - A3. どんなにしたってさ
  - A4. わたしが望むのは
  - A5. エントツとけむり
  - B1. 昔の知恵は今滅びてく
  - B2. 片足ジャック
  - B3. 13円50銭
  - B4. ちんちん電車
  - B5. バッタのように
  - B6. 私ってこんな

- ラビ ひらひら　1974年7月 ポリドール (LP) 
作詞・作曲：中山ラビ
  - A1. 川にそって
  - A2. 人は少しづつ変る
  - A3. こえられない
  - A4. わかれ
  - A5. こうして二人
  - A6. たいへんだあ!
  - B1. ドアをあけて
  - B2. ひらひら
  - B3. 夢のドライブ
  - B4. いいくらし
  - B5. 祈り

- ラビ 女です　1975年12月1日 ポリドール (LP) 
作詞・作曲：中山ラビ
  - A1. あてのない一日
  - A2. ねえ!やめてごらん
  - A3. その気になってるわ
  - A4. 時にはランボーに
  - A5. ガンマンのブルース
  - B1. 山高帽子
  - B2. じっとしてな
  - B3. こころがけ
  - B4. 小さな嵐
  - B5. 太陽
  - B6. 時よおやすみ

- ラビ もうすぐ　1976年12月21日 キティ (LP) 
作詞・作曲：中山ラビ
  - A1. 一年がおわる
  - A2. いいじゃないか
  - A3. 念仏ぐらし
  - A4. 二十才になっても
  - A5. ひとりっこ
  - B1. かえりたくって
  - B2. あんた
  - B3. そもそも
  - B4. アフリカへ
  - B5. アワレこの世にふるものは

- なかのあなた　1977年8月 キティ (LP) 
作詞・作曲：中山ラビ
  - A1. どうしますか
  - A2. さわる
  - A3. 色さめて
  - A4. やらないか
  - A5. 橋が燃える
  - B1. よーいどん
  - B2. であい
  - B3. 夢うる人
  - B4. 立つ
  - B5. よぶ

- はだ絵 1978年10月1日　キティ (LP)
作詞・作曲：中山ラビ
  - A1. 何年ぶりかで
  - A2. 決めてしまえば
  - A3. むしあつい日の午後
  - A4. 眠れない夜
  - A5. とりもどせないんでしょうか
  - B1. 半分だけ
  - B2. そのままのまま
  - B3. 風よ
  - B4. プリプリプララ
  - B5. だから私は

- 会えば最高 1980年10月28日　キティ (LP)
作詞・作曲：中山ラビ（A5除く）
  - A1. 困った女
  - A2. きみのオアシス
  - A3. さわれますか
  - A4. コーヒータイム
  - A5. ダウン・ダウン（作曲：星勝）
  - B1. どこのだれですか
  - B2. 夢の島の王子
  - B3. 星のくだける音きこえますか
  - B4. 羽がない
  - B5. ウーララ

- MUZAN 1982年4月25日　キティ (LP) 

  - A1. MUZAN
  - A2. 港町情話
  - A3. スローモーション
  - A4. 愛のレッスン
  - A5. ノスタルジィ
  - B1. 私の胸は鈴のよう
  - B2. 言霊
  - B3. 意地っぱり
  - B4. 泣けない女
  - B5. 深い霧

- SUKI 1983年4月25日　キティ (LP) 
作詞：中山ラビ、作曲：加藤和彦
  - A1. 嘆きの南方航路
  - A2. 愛したりしない
  - A3. スープをさめさせないで
  - A4. 海の予感
  - A5. 無情
  - B1. グッバイ上海
  - B2. 早春
  - B3. 花物語
  - B4. 冬のノクターン
  - B5. ルフラン

- 甘い薬を口に含んで 1983年10月25日　キティ (LP)  
作詞：安井かずみ、作曲：加藤和彦
  - A1. わるい癖
  - A2. 甘い薬を口に含んで
  - A3. 恋上手
  - A4. 壊れたピアノ
  - A5. ミモザの影
  - B1. 気紛れて
  - B2. 手相
  - B3. お人好し
  - B4. 広場にて
  - B5. 不在

- BALANCIN' 1987年3月5日　CBSソニー (LP)
作詞：中山ラビ、作曲：本多俊之
  - A1. 恋しくて
  - A2. ロンリー
  - A3. 銀と白
  - A4. わがままシンデレラ
  - A5. 女だけのLove Song
  - B1. 抱いてください
  - B2. 1/2だけ命がけ
  - B3. ミステリーレター
  - B4. 淋しいドラマ
  - B5. ふたつの景色

### シングル（アナログ盤）
| 発売日     | レーベル   | 品番      | A面 （表題曲） | B面 （カップリング曲） | 備考 |
| ---------- | ---------- | --------- | -------------- | ---------------------- | --- |
| 1973.1.21  | ポリドール | DR-1739   | 片足ジャック   | エントツとけむり       | - 「私ってこんな」からのシングルカット。 - ジャケットはファーストアルバム「私ってこんな」と同一。                                                                                |
| 1975?      | ポリドール | DR-3003   | 山高帽子       | その気になってるわ     | - 「ラビ 女です」からのシングルカット。 |
| 1976.3     | ポリドール | DR-3027   | 時よおやすみ   | 心中                   | - TBSドラマ「結婚前夜シリーズ」主題歌 - 「ラビ 女です」からのシングルカット |
| 1978.9.21  | キティ     | DKQ-1046  | そのままのまま | 何年ぶりかで           | - アルバム「はだ絵」収録曲 |
| 1980.7.21  | キティ     | DKQ-1090  | さわれますか   | 夢の島の王子           | - 「会えば最高」からのシングルカット。 |
| 1980.10.28 | キティ     | 7DK-7001  | 困った女       | コーヒータイム         | - 「会えば最高」からのシングルカット。アルバムと同時発売。 |
| 1982.4.25  | キティ     | 7DS-0003  | MUZAN          | スローモーション       | - アルバム「MUZAN」からのシングルカット。アルバムと同時発売。 |
| 1982       | キティ     | 7DS-0017  | グッバイ上海   | 未練                   | - シングルとして発売後、アルバム「Suki」に収録される。 |
| 1983       | キティ     | 7DS-0059  | わるい癖       | 手相                   | - アルバム「甘い薬を口に含んで」からのシングルカットで、ジャケットも同一。 - フジテレビ系「めぞん一刻」挿入歌 - わるい癖（第47話Bパート・第76話Aパート） - 手相（第47話Bパート） |
| 1987       | CBSソニー  | XDSH-9315 | 恋しくて       | -                      | - プロモオンリー盤。A面のみの収録。 |

#### 30cm　EPレコード
| 発売日 | レーベル | 品番      | 表題 | Side A                                    | Side B                     | 備考                                                                                     |
| ------ | -------- | --------- | ---- | ----------------------------------------- | -------------------------- | ---------------------------------------------------------------------------------------- |
| 1980   | キティ   | 17GK-7902 | ラビ | 1.ねえ、やめてごらん 2.ガンマンのブルース | 1.そんな時最高 2.DOWN DOWN | - A面の2曲は、新録音。 - 「DOWN DOWN」の作曲者は星勝で、それ以外は中山ラビが作詞・作曲。 |

### ベストアルバム（CD）
- 中山ラビ ゴールデン☆ベスト 2006年7月5日　ユニバーサル (CD) 
  1. 昔の知恵は今滅びてく - 「私ってこんな」収録曲
  2. 川にそって - 「ラビ ひらひら」収録曲
  3. 人は少しづつ変る - 「ラビ ひらひら」収録曲
  4. ひらひら - 「ラビ ひらひら」収録曲
  5. 夢のドライブ - 「ラビ ひらひら」収録曲
  6. その気になってるわ - 「ラビ 女です」収録曲
  7. 時よおやすみ - シングル収録曲
  8. 念仏ぐらし - 「ラビ もうすぐ」収録曲
  9. 橋が燃える - 「なかのあなた」収録曲
  10. であい - 「なかのあなた」収録曲
  11. 何年ぶりかで - 「はだ絵」収録曲
  12. 色さめて - 「なかのあなた」収録曲
  13. 星のくだける音きこえますか - 「会えば最高」収録曲
  14. ノスタルジィ - 「MUZAN」収録曲
  15. グッバイ上海 - シングル収録曲（「Suki」にも収録）

### ライブアルバム（CD）
- ラビ 2001年5月13日 FFA (CD) 
ライブ録音（12、13を除く）。
  1. 銀と白
  2. ダウンダウン
  3. 困った女
  4. あてのない一日
  5. コーヒータイム
  6. 愛のレッスン
  7. スローモーション
  8. ノスタルジィ
  9. 何年ぶりかで
  10. その気になってるわ
  11. 人は少しずつ変わる
  12. ひらひら（スタジオ再録）
  13. グッバイ上海（スタジオ再録）

- ラビing 2002年9月21日 Impressions Music (CD) 
ライブ録音。
  1. 色さめて
  2. 立つ
  3. 橋が燃える
  4. 風よ
  5. 裸の街
  6. ユメの島の王子
  7. エントツとケムリ
  8. そんなときサイコー
  9. ガンマンのブルース
  10. ドアをあけて
  11. 川にそって
  12. いいくらし

- ラビ組 2006年7月5日 [自主制作] (CD)
バンド「ラビ組」のライブ録音。
  1. MUZAN
  2. コーヒータイム
  3. 橋が燃える
  4. 風よ
  5. 裸の街
  6. ノスタルジィ
  7. 銀と白
  8. ええ海～おぼくり
  9. 真赤な太陽
  10. グッバイ上海
  11. たいへんだあ！
  12. 夢のドライブ
  13. いいくらし

### ライブDVD
- ラビ組LIVE 2009年11月発売
2008年、吉祥寺スターパインズカフェでのライブ録画

### オムニバス
- 1969京都フォーク・キャンプ 1998年6月24日、EMIミュージック・ジャパン
  - 収録曲：船がやってくる
- 第4回フォーク・キャンプ・コンサート 2003年10月15日、avex io
  - 収録曲：おれじゃだめ
- 関西フォークの歴史BOX 2006年3月1日、avex io
  - 収録曲：帰りたくない、子供にはこういってやんな

## 著書
- 『ジェネレーションF―熱狂の70年代×フォーク』 小室等、なぎら健壱、中山ラビ、友部正人、村瀬雅美（共著）
2001年10月1日、桜桃書房　ISBN 978-4756711472

## CDフォトブック
- ラビ CD & Photo Book『My Back Pages』 中山ラビ（著）、斉藤芳樹（写真）、宇野亜喜良（寄稿）、梅津和時（サックス演奏）
2013年5月18日、ハモニカブックス　ISBN 978-4907349066
中山ラビのCDと写真集がセットになったフォトブック。収録曲は以下のとおり。
  1. コーヒータイム　
  2. 昔の知恵は今滅びてく
  3. 愛したりしない
  4. 愛のレッスン
  5. MUZAN
  6. 海の予感
  7. 鳳仙花
  8. トラジ
  9. 星のくだける音きこえますか
  10. 何年ぶりかで
  11. 夢のドライブ
  12. 川にそって
  13. ひらひら

## 出演番組
- 真夜中のスケッチ（ニッポン放送）